# Podžiar

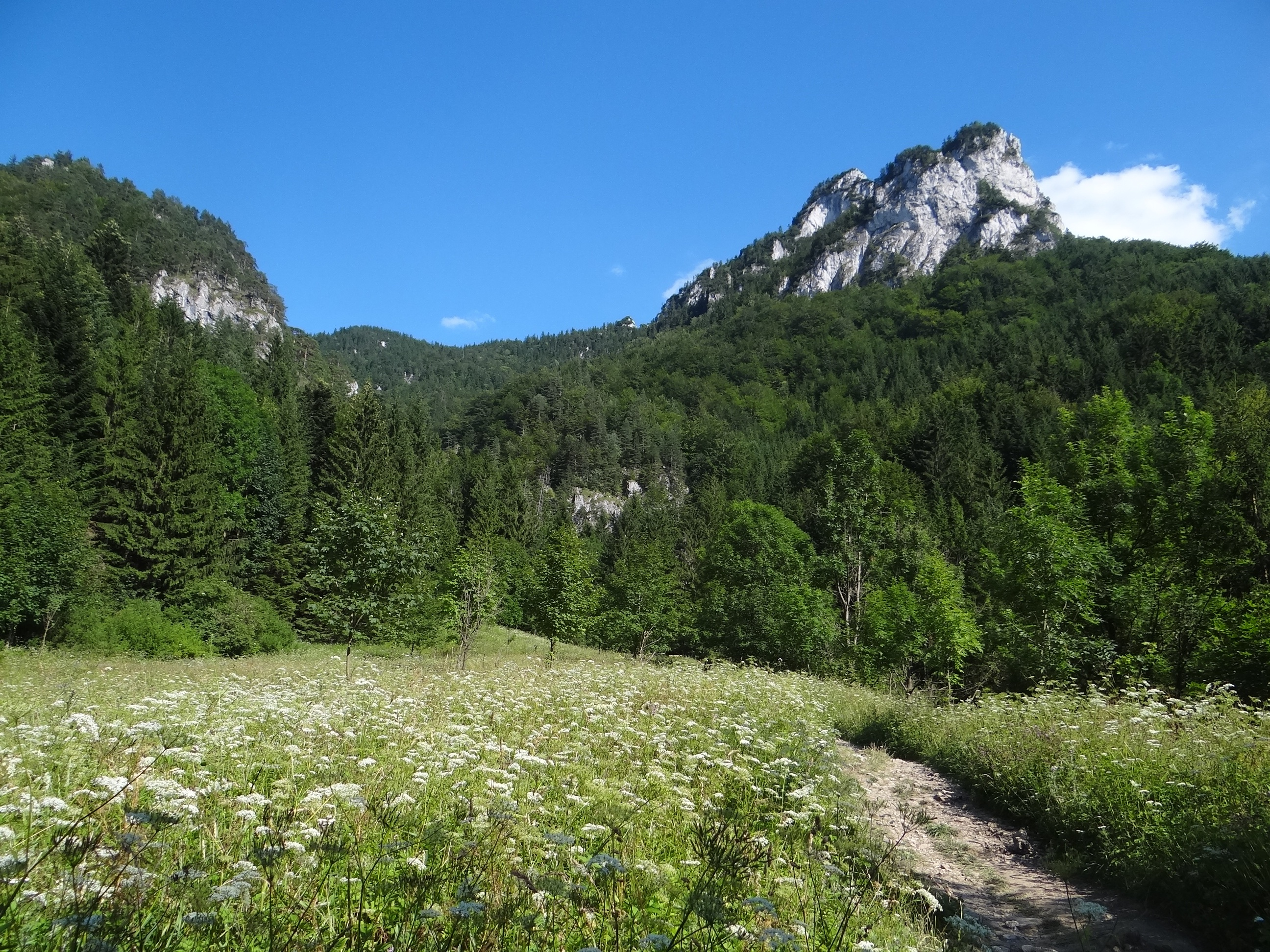
Podžiar

Podžiar – polana w Krywańskiej części  Małej Fatry na Słowacji. Znajduje się w niewielkiej kotlince Dierovego potoku, pomiędzy Dolnymi dierami a Hornymi dierami. Znajduje się na obszarze ochrony ścisłej o nazwie rezerwat przyrody Rozsutec Jest tutaj również na wysokości 715 m skrzyżowanie szlaków turystycznych.
Po zachodniej stronie Dierovego potoku (przy żółtym szlaku turystycznym do Štefanovej) znajduje się bacówka, w której w okresie letnim działa bufet.

## Szlaki turystyczne
Biely Potok – Ostrvné – Dolné diery – Podžiar – Horné diery –  Pod Palenicou – Tesná rizňa – Pod Tanečnicou  – Medzirozsutce. Czas przejścia 2.30 h, 2.10 h
  Ostrvné – Nové diery – Podžiar – Vrchpodžiar – Štefanová.  Czas przejścia 1 h, 1.05 h